# Ballon (Charente-Maritime)
Ballon is een gemeente in het Franse departement Charente-Maritime (regio Nouvelle-Aquitaine) en telt 633 inwoners (2005). De plaats maakt deel uit van het arrondissement Rochefort.

## Geografie
De oppervlakte van Ballon bedraagt 12,1 km², de bevolkingsdichtheid is 52,3 inwoners per km².
De onderstaande kaart toont de ligging van Ballon (Charente-Maritime) met de belangrijkste infrastructuur en aangrenzende gemeenten.

## Demografie
Onderstaande figuur toont het verloop van het inwonertal (bron: INSEE-tellingen).